# Happier Than Ever
Happier Than Ever – drugi album studyjny amerykańskiej piosenkarki Billie Eilish wydany 30 lipca 2021 roku przez wytwórnię Darkroom i Interscope Records. Producentem wszystkich utworów został brat artystki – Finneas O’Connell.
Happier Than Ever został nagrany w domowym studiu nagraniowym Finneasa O’Connella, mieszczącym się w piwnicy jego rezydencji w Los Angeles. Sesje nagraniowe odbywały się między 1 kwietnia 2020 a 16 lutego 2021, w harmonogramach tygodniowych, zaczynając od piosenki „My Future” a kończąc na piosence „Oxytocin”.
Album ukazał się w wielu formatach, m.in. w postaci płyty CD, płyty winylowej, kasety magnetofonowej, a także jako box set.
W Polsce nagrania uzyskały certyfikat trzykrotnie platynowej płyty.

## Lista utworów
Opracowano na podstawie materiału źródłowego:. 
| Nr  | Tytuł utworu                | Autorzy                           | Długość |
| --- | --------------------------- | --------------------------------- | ------- |
| 1.  | „Getting Older”             | Billie Eilish · Finneas O’Connell | 4:04    |
| 2.  | „I Didn’t Change My Number” | Eilish · O’Connell                | 2:38    |
| 3.  | „Billie Bossa Nova”         | Eilish · O’Connell                | 3:16    |
| 4.  | „My Future”                 | Eilish · O’Connell                | 3:30    |
| 5.  | „Oxytocin”                  | Eilish · O’Connell                | 3:30    |
| 6.  | „Goldwing”                  | Eilish · O’Connell                | 2:31    |
| 7.  | „Lost Cause”                | Eilish · O’Connell                | 3:32    |
| 8.  | „Halley’s Comet”            | Eilish · O’Connell                | 3:54    |
| 9.  | „Not My Responsibility”     | Eilish · O’Connell                | 3:34    |
| 10. | „Overheated”                | Eilish · O’Connell                | 3:34    |
| 11. | „Everybody Dies”            | Eilish · O’Connell                | 4:05    |
| 12. | „Your Power”                | Eilish · O’Connell                | 4:05    |
| 13. | „NDA”                       | Eilish · O’Connell                | 3:15    |
| 14. | „Therefore I Am”            | Eilish · O’Connell                | 2:53    |
| 15. | „Happier Than Ever”         | Eilish · O’Connell                | 4:58    |
| 16. | „Male Fantasy”              | Eilish · O’Connell                | 3:14    |
|     |                             |                                   | 56:33   |

## Twórcy
- Billie Eilish – wokal, inżynieria wokalna, teksty
- Finneas O’Connell – produkcja, inżynieria, aranżacja wokali (wszystkie utwory); bas (utwory: 1-5, 8-11, 15), programowanie perkusji (utwory 1-15), fortepian (utwory: 1, 3, 8), syntezator (utwory: 1-5, 7-13, 15, 16), chórki (utwory 2 oraz 7), gitara elektryczna (utwory: 3, 4, 8, 15), programowanie (utwory 4 oraz 15), bas syntezatorowy (utwory: 4, 6, 7, 12, 13), perkusja (utwory: 5, 6, 12, 13, 15), gitara akustyczna (utwory: 7, 12, 16)
- Dave Kutch – mastering (utwory: 1-3, 5-16)
- John Greenham – mastering (utwór 4)
- Mourad Lagsir – mastering (utwór 16)
- Rob Kinelski – miksowanie